# カッツェンゼー
カッツェンゼー (Katzensee) は、スイス、チューリッヒ州のチューリッヒとレーゲンスドルフの間にある湖である。水面積は0.36 km²。

## ギャラリー

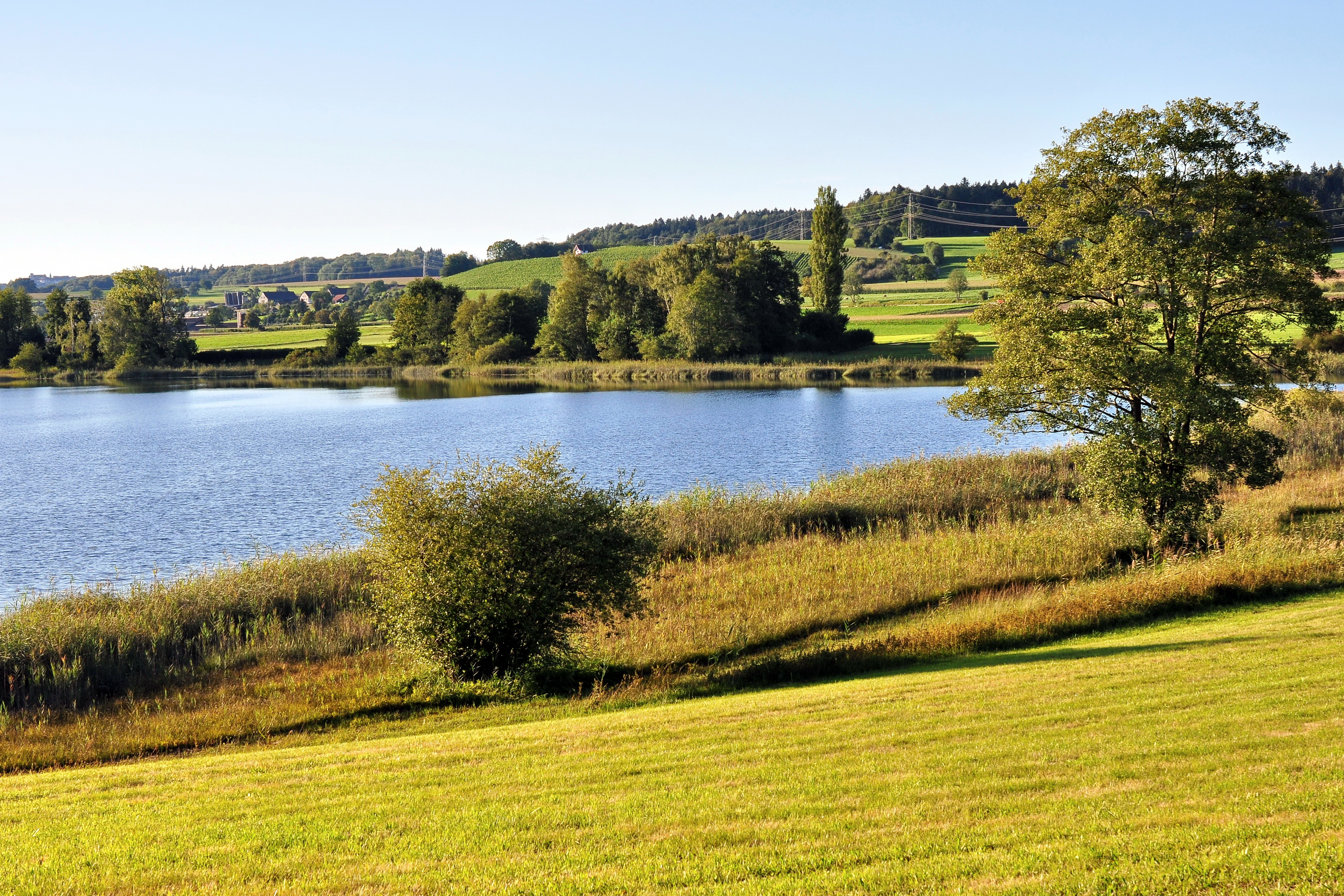
チューリッヒ・アフォルテンのアッパー・カッツェンゼー (2009年4月)
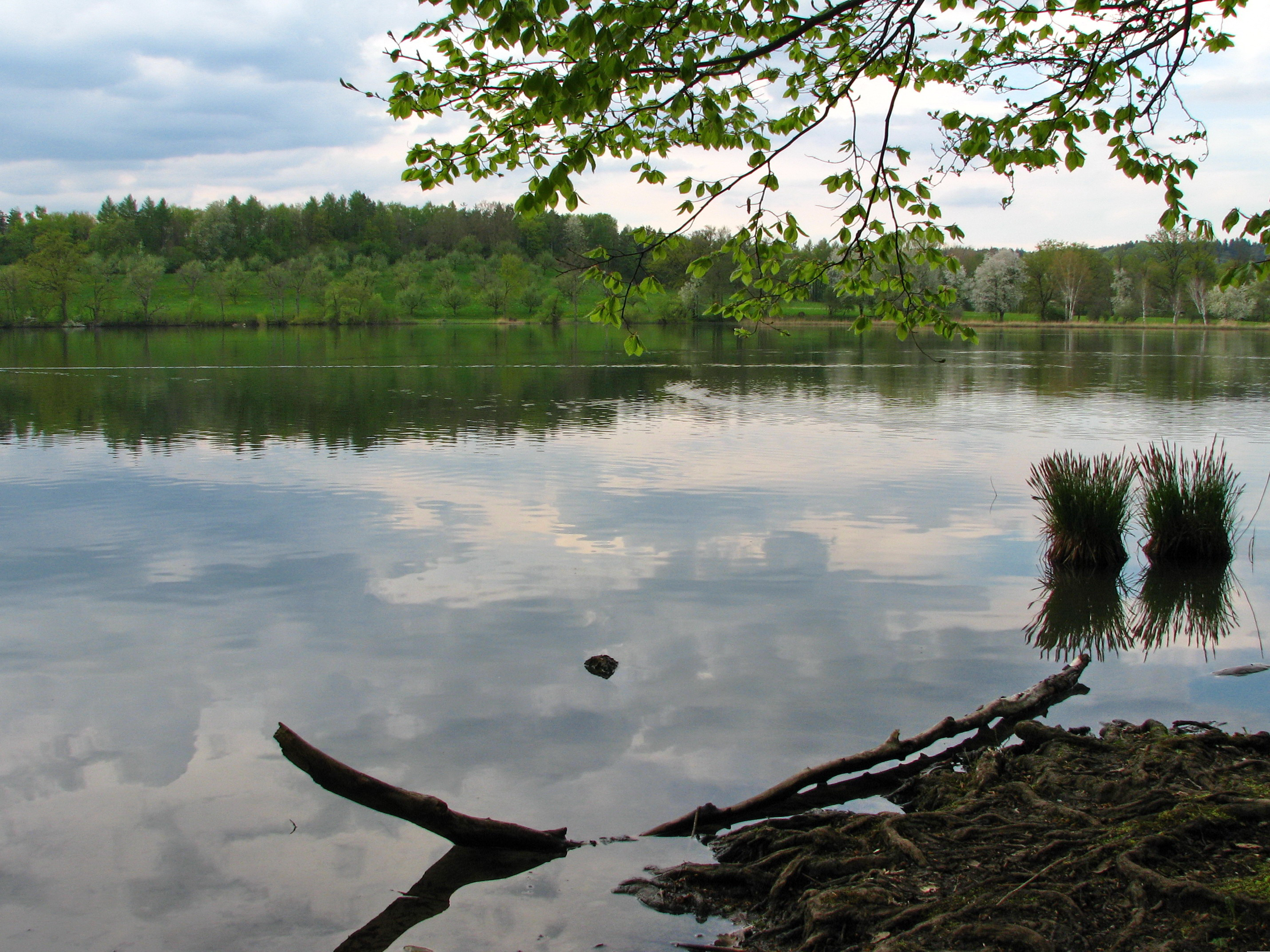
ロウアー・カッツェンゼー
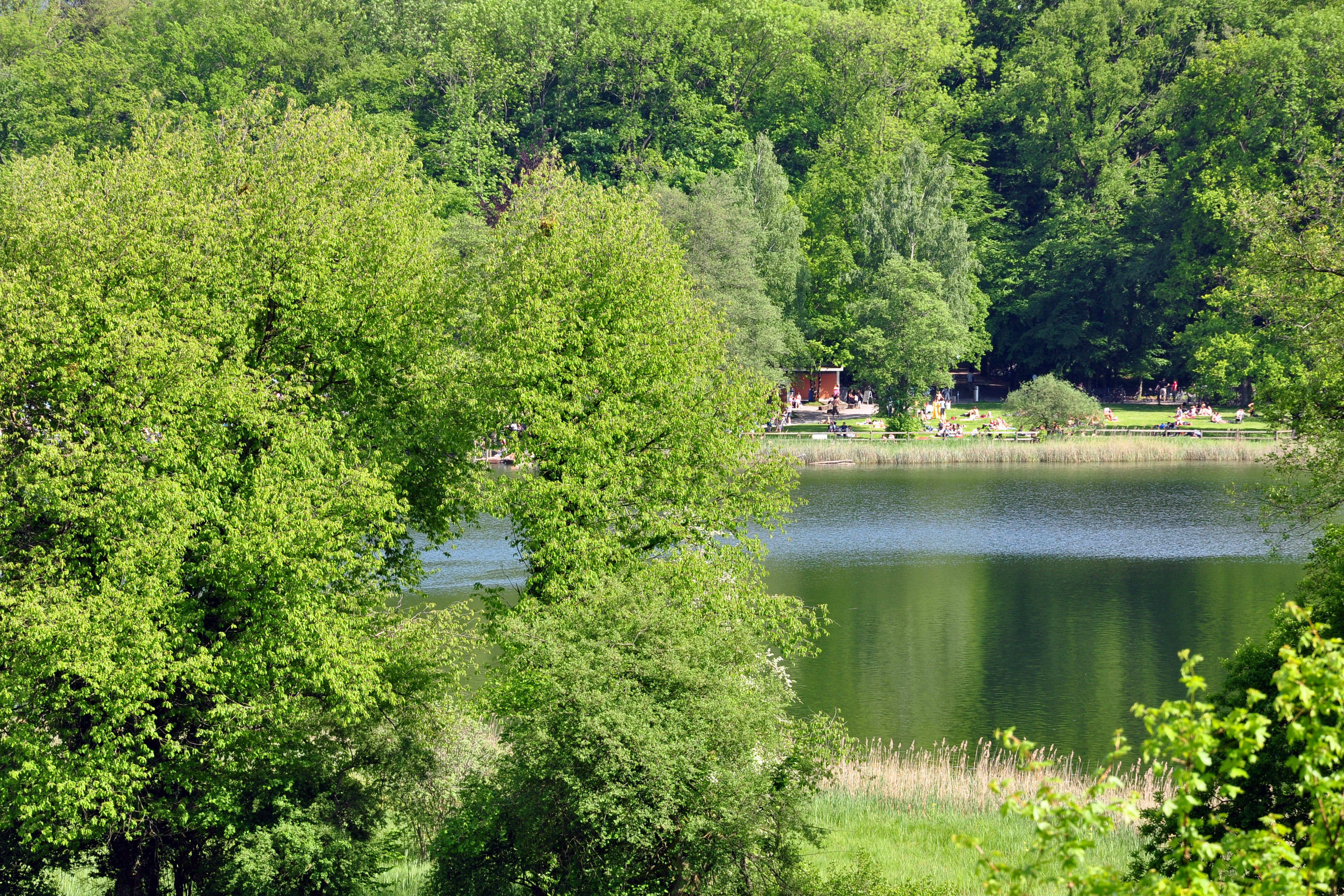
リド
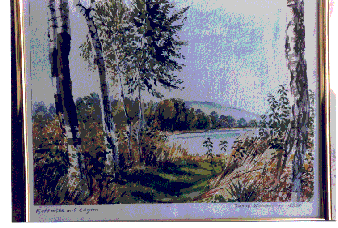
カッツェンゼーの水彩画 (Jakob Weidmann, 1930年)